# Francesco Filidei
Francesco Filidei (né le 5 mai 1973 à Pise, en Toscane) est un organiste et compositeur italien contemporain, qui fut l'élève de Salvatore Sciarrino.

## Biographie
Francesco Filidei est diplômé du conservatoire Luigi Cherubini à Florence, où il remporte les premiers prix à l’unanimité d’orgue et de composition. Il suit les cours de perfectionnement de Salvatore Sciarrino, Giacomo Manzoni, Sylvano Bussotti.
En 2000, il entre, premier nommé, au Conservatoire national supérieur de musique de Paris, où il étudie avec Frédéric Durieux et Michael Levinas. Il en sort avec un diplôme de composition, mention très bien. Simultanément, il suit le cursus de composition de l'Ircam et obtient une commande du comité de lecture de l’Ircam en 2005. Pendant l'année 2006-2007, il est pensionnaire de la Casa de Velázquez à Madrid. 
Il se produit en concert, interprétant des œuvres de Franz Liszt, César Franck, ainsi que ses propres compositions et beaucoup de musique contemporaine pour orgue et piano, en Italie et ailleurs. En 1998, il est lauréat de la bourse annuelle d'étude S. Taddei et obtient en 2004 le prix Meyer et en 2007 le Takefu International Composition Award.
Dans ses compositions, Francesco Filidei essaye — comme le dit Sciarrino — « d'imaginer une musique qui a perdu l'élément sonore,. » Ses œuvres sont interprétées par les meilleurs ensembles de musique contemporaine, comme l'Ensemble 2E2M, l'Ensemble intercontemporain, les Percussions de Strasbourg, L'Itinéraire, Alter ego, l'Ensemble Cairn, L'Instant donné, Atelier XX, le Nouvel ensemble moderne, l'Ensemble orchestral contemporain ou Rhizome, et ont été enregistrées par Radio France et Rai Tre.
Il a reçu le Musikpreis de la ville de Salzbourg (Autriche), a été compositeur en résidence à l’académie Schloss Solitude à Stuttgart en 2006 et invité à la Casa de Velázquez à Madrid en 2007.
En 2017, il travaille avec la chanteuse-auteure-compositrice Claire Diterzi qu'il a rencontré lors d'une résidence à la villa Médicis pour le spectacle musical et théâtral L'Arbre en poche sorti en 2018.
En septembre 2019 a lieu, à l'Opéra-Comique, la création de son opéra, L'Inondation, sur un livret de Joël Pommerat, d'après la nouvelle éponyme de Ievgueni Zamiatine publiée en 1929.
Francesco Filidei est lauréat du Grand Prix Antoine Livio 2024 décerné par la Presse musicale internationale.

## Œuvres
•   1996:  Danza macabra 
- 2012 : Dormo molto amore pour chœur a capella. Création 2016 par Les Cris de Paris.
- 2015 : Giordano Bruno création à la Casa da Música, Porto avec l'Ensemble intercontemporain
- 2018 : L'Arbre en poche avec Claire Diterzi
- 2019 : L'Inondation, livret de Joël Pommerat